# Their Law: The Singles 1990–2005
Their Law: The Singles 1990–2005 – album kompilacyjny brytyjskiej grupy The Prodigy, zawierający największe przeboje zespołu nagrane w latach 1990–2005. Został wydany 17 października 2005 roku. Oprócz najsłynniejszych singli album zawiera trudno dostępne remiksy, B-Sides i wcześniej niewydane utwory.

## Lista utworów
Źródło
CD1
1. „Firestarter”
2. „Their Law” (05 Edit) (feat. Pop Will Eat Itself)
3. „Breathe”
4. „Out of Space”
5. „Smack My Bitch Up”
6. „Poison” (95 EQ)
7. „Girls”
8. „Voodoo People” (05 Edit)
9. „Charly” (Alley Cat Remix)
10. „No Good (Start the Dance)”
11. „Spitfire” (05 Version)
12. „Jericho”
13. „Everybody in the Place” (Fairground Remix)
14. „One Love”
15. „Hotride”

CD2
1. „Razor”
2. „Back 2 Skool”
3. „Voodoo People” (Pendulum Remix)
4. „Under My Wheels” (Remix)
5. „No Man Army” (Edit) (feat. Tom Morello)
6. „Molotov Bitch”
7. „Voodoo Beats”
8. „Out of Space” (Audio Bullys Remix)
9. „The Way It Is” (Live Remix)
10. „We Are the Ruffest”
11. „Your Love”
12. „Spitfire” (Live)
13. „Their Law” (Live)
14. „Breathe” (Live)
15. „Serial Thrilla” (Live)
16. „Firestarter” (Live)